# Geschäftsprüfungskommissionen der Eidgenössischen Räte
Die Geschäftsprüfungskommissionen der Eidgenössischen Räte (GPK) sind Ausschüsse der beiden Kammern des schweizerischen Parlaments. Sowohl der Nationalrat als auch der Ständerat verfügen über eine Geschäftsprüfungskommission. Sie werden mit GPK-N (Geschäftsprüfungskommission des Nationalrats) und GPK-S (Geschäftsprüfungskommission des Ständerats) abgekürzt.

## Aufgaben
Die GPK betrachten es als ihr Ziel, «die demokratische Verantwortlichkeit von Bundesrat und Bundesverwaltung, der eidgenössischen Gerichte und anderer Träger von Bundesaufgaben zu stärken» und «mehr Transparenz und Vertrauen in das Handeln dieser Institutionen zu schaffen».
Die Geschäftsprüfungskommissionen nehmen insbesondere folgende Aufgaben wahr:
- Sie üben im Auftrag der Bundesversammlung die Oberaufsicht über die Geschäftsführung des Bundesrats, der Bundesverwaltung, der eidgenössischen Gerichte und weiterer Träger von Aufgaben des Bundes aus (Art. 169 Bundesverfassung, Art. 52 Parlamentsgesetz); dabei legen sie den Schwerpunkt ihrer Prüftätigkeit auf die Kriterien der Rechtmässigkeit, Zweckmässigkeit und Wirksamkeit (Art. 26 Abs. 2 und 3 ParlG). Aufgrund dieser Querschnittsaufgabe werden sie zusammen mit den Finanzkommissionen (FK), welchen die Oberaufsicht über den Finanzhaushalt obliegt, als Aufsichtskommissionen bezeichnet.
- Sie führen Inspektionen, Evaluationen, Nachkontrollen und Dienststellenbesuche sowie weitere Untersuchungen durch; sie fassen ihre Untersuchungsergebnisse in der Regel in die Form eines Berichts, richten Empfehlungen an die verantwortliche Behörde und reichen parlamentarische Vorstösse (insb. Motionen, Postulate) ein.
- Sie beraten zuhanden der Eidgenössischen Räte den jährlichen Geschäftsbericht des Bundesrates vor; dieser Bericht informiert über die Erreichung der für das Geschäftsjahr massgeblichen Jahresziele, über die Umsetzung der Legislaturplanung und des Gesetzgebungsprogramms (Art. 144 und Art. 145 ParlG). Sie prüfen ebenfalls die Geschäftsberichte der eidgenössischen Gerichte und der Aufsichtsbehörde über die Bundesanwaltschaft (Art. 162 ParlG).
- Sie wählen aus ihrer Mitte je drei Mitglieder und ständige Stellvertreter der gemeinsamen Geschäftsprüfungsdelegation, welche die Tätigkeit im Bereich des Staatsschutzes und der Nachrichtendienste und das staatliche Handeln in weiteren Bereichen überprüft, die geheim gehalten werden, weil deren Kenntnisnahme durch Unberechtigte den Landesinteressen einen schweren Schaden zufügen kann (Art. 53 ParlG).

## Arbeitsweise

### Zusammensetzung
Die GPK-N hat 25, die GPK-S 13 Mitglieder, die auf Vorschlag der Fraktionen vom Büro des Rates zu Beginn der Legislaturperiode für eine Amtsperiode von vier Jahren gewählt werden. Anders als in den anderen Kommissionen der Eidgenössischen Räte ist die Stellvertretung eines an der Sitzungsteilnahme verhinderten Kommissionsmitglieds durch ein anderes Ratsmitglied nicht möglich. Ebenso wählen die Büros den Präsidenten und Vizepräsidenten für eine Amtsperiode von zwei Jahren.
Die GPK sind repräsentative Abordnungen ihres Rates, d. h., ihre Zusammensetzung richtet sich nach der Stärke der Fraktionen im Rat.
Die GPK sind unterteilt in ständige Subkommissionen, welchen die sieben eidgenössischen Departemente, die Bundeskanzlei und die eidgenössischen Gerichte als Sachbereiche zugewiesen sind. Die Subkommissionen führen im Auftrag der GPK die eigentliche Untersuchungstätigkeit (z. B. Anhörungen) aus und erstatten darauf der beschlussfassenden Plenarkommission Bericht und Antrag. Es ist Sache der Plenarkommissionen, die an die Behörden gerichteten Berichte und Empfehlungen zu verabschieden. Zuweilen werden Ad hoc-Arbeitsgruppen zur Prüfung einzelner Untersuchungsgegenstände eingesetzt.

### Informationsrechte
Den GPK stehen wie den FK zur Erfüllung ihrer Aufgaben weiter gehende Informationsrechte zu als den übrigen Kommissionen (Art. 153 ParlG):
- Sie können mit allen Behörden, Amtsstellen und übrigen Trägern von Aufgaben des Bundes direkt verkehren, um von ihnen zweckdienliche Auskünfte und Unterlagen zu erhalten.
- Sie haben Anspruch auf Einsichtnahme in alle zweckdienlichen Unterlagen mit Ausnahme der Protokolle der Sitzungen des Bundesrates und der Unterlagen, die im Interesse des Staatsschutzes oder der Nachrichtendienste als geheim klassifiziert sind oder deren Kenntnisnahme durch Unberechtigte den Landesinteressen einen schweren Schaden zufügen kann. Auf diese Unterlagen haben nur die Finanzdelegation und die Geschäftsprüfungsdelegation Zugriff.
- Sie können von Personen und Auskunftsstellen ausserhalb der Bundesverwaltung Auskünfte einholen und Unterlagen erhalten, sofern es für die Wahrnehmung der Oberaufsicht notwendig ist.

### Verhältnis zur Regierung
Die spezifische Funktionsweise der schweizerischen Konkordanzdemokratie, in der sich anders als in einer parlamentarischen Demokratie nicht Regierungsmehrheit und Opposition gegenüber stehen, sondern von Thema zu Thema wechselnde Mehrheiten bilden, stärkt die parlamentarische Oberaufsicht über die Regierung: Die Kommissionsmitglieder, die den in der Regierung vertretenen Parteien angehören, fühlen sich in der Regel nicht verpflichtet, «ihre» Regierung zu unterstützen, d. h. als Mitglieder der GPK diese Regierung vor Untersuchungen über Missstände zu schützen. Die GPK sind bestrebt, eine parteipolitische Instrumentalisierung ihrer Arbeit zu vermeiden und «folgen bei ihren Beratungen dem Konsensprinzip»; eine Minderheitsposition ist zwar möglich, wird in der Praxis aber nur selten eingenommen.